# Scyphidium septentrionale
Scyphidium septentrionale är en svampdjursart som beskrevs av Schulze 1900. Scyphidium septentrionale ingår i släktet Scyphidium och familjen Rossellidae. Inga underarter finns listade i Catalogue of Life.